# Pardosa flammula
Pardosa flammula este o specie de păianjeni din genul Pardosa, familia Lycosidae, descrisă de Mello-leitao, 1945. Conform Catalogue of Life specia Pardosa flammula nu are subspecii cunoscute.